# Алцаја дел Навиљо (Варезе)
Алцаја дел Навиљо је насеље у Италији у округу Варезе, региону Ломбардија.
Према процени из 2011. у насељу је живело 24 становника. Насеље се налази на надморској висини од 153 м.